# Delicate (bài hát của Taylor Swift)
"Delicate" là một bài hát của nữ ca sĩ-nhạc sĩ người Hoa Kỳ Taylor Swift, nằm trong album phòng thu thứ sáu của cô, Reputation (2017). Nó được phát hành vào 12 Tháng Ba năm 2018, và là đĩa đơn thứ sáu từ album. Swift đã viết bài hát cùng với nhà sản xuất Max Martin và Shellback. Mặc dù chỉ peak no.11 trên Billboard hot 100 nhưng Delicate đã trụ đươc 35 tuần và trở thành bài hát có thời gian trụ lâu nhất trong album reputation .Tính tới nay, Delicate đã bán gần 14 triệu bản trên toàn thế giới.

## Sáng tác
"Delicate" được viết bởi Swift, Max Martin và Shellback và được sản xuất bởi Max và Shellback. "Delicate" có thời lượng ba phút năm mươi hai giây, và có nhịp độ là 95 nhịp mỗi phút. Swift thể hiện bài hát ở khóa Đô trưởng trong một quãng giọng từ G3 đến A4. Đây là một "bản tình ca trên nền nhạc pop-điện tử". Nữ ca sĩ đã sử dụng một bộ chỉnh sửa âm để tạo ra một vài âm thanh "đầy cảm xúc" và "dễ bị tổn thương" cho bài hát. Cô giải thích về cảm hứng sáng tác bài hát đến từ "chuyện gì sẽ xảy ra khi bạn gặp một ai đó, người mà bạn thực sự muốn trở thành một phần trong cuộc đời bạn, và rồi sau đó bạn bắt đầu lo lắng suy nghĩ về những gì mà người đó đã nghe về bạn trước khi gặp bạn".

## Đánh giá chuyên môn
Geoff Nelson từ Consequence of Sound đánh giá bài hát là một trong những khoảnh khắc mạnh mẽ nhất của Reputation, cùng với "Gorgeous" và "Call It What You Want". Zach Schonfeld từ Newsweek gọi bài hát là "khoảnh khắc yếu đuối đầu tiên từ album", và nó đã thành công bởi "bài hát đã lột bỏ đi vẻ hiên ngang và những âm thanh EDM chói tai của những bài hát mở đầu". Trong một những xét tích cực khác, Roisin O' Connor từ The Independent nói rằng "Taylor Swift đã viết một vài bài hát chân thực và thẳng thắn nhất về cô", và "'Delicate' là một trong những ví dụ rõ ràng nhất về điều đó".
Rob Sheffield từ The Rolling Stone gọi đây là bài hát hay nhất năm 2017, bài hát cũng nằm trong danh sách 17 Ca khúc nhạc Pop hay nhất năm 2017 của tạp chí Vanity Fair.

## Video âm nhạc
Video âm nhạc cho "Delicate" được trình chiếu vào ngày 11 Tháng Ba năm 2018 tại Lễ trao giải iHeartRadio Music Awards 2018, sau khi Swift nhận giải thưởng cho hạng mục "Nữ nghệ sĩ của năm". Được đạo diễn bởi Joseph Kahn, video được ghi hình tại các địa điểm khác nhau xung quanh Los Angeles, bao gồm Khách sạn Millennium Biltmore, Đường số 7/Nhà ga trung tâm Metro, Nhà hát Los Angeles, gần Tòa án St. Vincent, và Quán bar Golden Gophe. Video đã nhận được 13 triệu lượt xem trực tuyến sau 24 giờ đầu tiên phát hành. Tính đến ngày 1 tháng 1 năm 2023, video nhận được hơn 491 triệu lư   ợt xem trên nền tảng YouTube.